# Rathaus (Bad Salzungen)

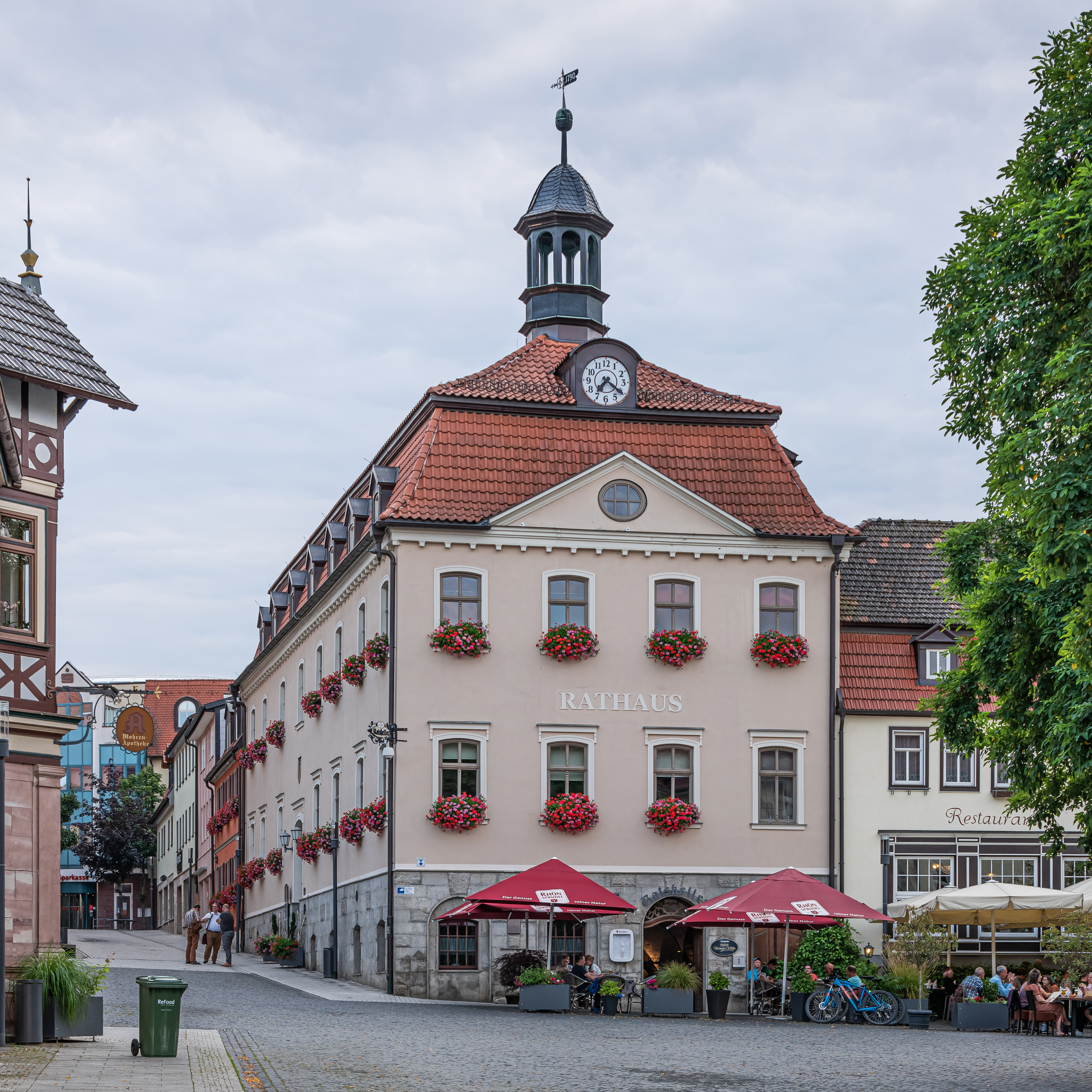
Das Rathaus in Bad Salzungen

Das Rathaus ist der Sitz der Stadtverwaltung der thüringischen Kreisstadt Bad Salzungen.
Mit dem Bau eines ersten Ratsgebäudes wurde 1289 begonnen. 1506 wurde das Gebäude um einen neuen Ratskeller und eine Ratsstube, die 1583 ausgebaut wurde, erweitert. 1640 brannte das erste Rathaus ab. In den folgenden Jahren wurde es in Etappen wieder aufgebaut. 1647 erfolgte die Fertigstellung des Rathausturmes.
Ein erneuter Stadtbrand vernichtete 1786 das Rathaus mit dem Stadtarchiv, auch bedeutende Teile der Altstadt wurden ein Raub der Flammen. Das heutige Rathaus wurde 1790 unter Einbeziehung des Kellergewölbes als dreigeschossiges Mansarddach-Gebäude erbaut. Die marktseitige Fassade wird durch einen Dachreiter mit Wetterfahne und eine Uhr betont.
Zu den Zeugnissen der Stadtgerichtsbarkeit zählt eine 1529 aus Eisen geschmiedete „Salzunger Elle“. Dieses Teil diente als Referenzobjekt (Längenmaß) für den Salzunger Marktmeister und kann heute im südlichen Treppenaufgang des Rathauses betrachtet werden.